# 2006 au Japon
Cet article présente les faits marquants de l'année 2006 au Japon.

## Gouvernement
- Empereur : Akihito
- Premier ministre : Jun'ichirō Koizumi, Shinzō Abe
- Secrétaire général du Cabinet : Shinzō Abe, Yasuhisa Shiozaki
- Juge en chef de la Cour suprême : Akira Machida (en), Niro Shimada (en)
- Président de la Chambre des représentants : Yōhei Kōno
- Président de la Chambre des conseillers : Chikage Ōgi

## État des lieux
- Les foyers japonais ont économisé 3,2 % de leurs revenus (11,4 % en 1996 et 23,1 % en 1975).
- Les plus de 65 ans représentent un peu plus de 20 % de la population.
- Le taux d'emploi précaire se monte à 26 % de la population active.
- La majorité des jeunes travailleurs gagnent moins de 1 200 euros par mois avec des conditions de travail très aléatoires.

## Évènements

### Janvier
- Début janvier : L'hiver 2005-2006 est marqué par des précipitations neigeuses particulièrement abondantes. Au 6 janvier, la neige et le froid sont responsables de 70 morts et plus de 1 000 blessés[1].
- 16 janvier : Perquisition aux bureaux de l'entreprise Livedoor pour violations présumées des lois sur les valeurs mobilières[2].
- 18 janvier : À la suite de la perquisition de Livedoor, la Bourse de Tokyo est surchargée d'ordres de vente et est contrainte d'arrêter ses activités[2].
- 23 janvier : Le PDG de Livedoor, Takafumi Horie, et trois autres responsables de l'entreprise sont arrêtés et placés en détention[3].

### Février
- 6 février : Les responsables du ministère de la Construction citent la chaîne d'hôtels Toyoko Inn pour de multiples violations aux codes du bâtiment et des lois sur l'accès aux personnes handicapées[4],[5].
- 23 février : La patineuse artistique Shizuka Arakawa gagne la seule médaille d'or du Japon aux Jeux olympiques d'hiver de 2006.

### Mars
- 3 au 5 mars : Le 1er tour Poule A de la compétition Classique mondiale de baseball a lieu au Tokyo Dome.
- 17 mars : La SoftBank annonce son intention de racheter la filiale japonaise de Vodafone.

### Avril
- 7 avril : Ichirō Ozawa est élu président du Parti démocrate du Japon (PDJ).

### Mai
- 1er mai : La nouvelle loi sur les sociétés entre en vigueur, abolissant le Yūgen gaisha (en) et modifiant le Kabushiki gaisha.
- 23 mai : Le ministre des Affaires étrangères Tarō Asō se rend au Qatar pour rencontrer des diplomates chinois et sud-coréens[6].

### Juin
- 5 juin : Yoshiaki Murakami, gestionnaire du Fonds Murakami, est arrêté pour délit d'initié[7].
- 17 juin : Sortie du film Death Note, adaptation du manga du même nom.

### Juillet
- 14 juillet : La Banque du Japon abolit la politique du « Zero interest rate policy »[8].

### Août
- 9 août : La viande de bœuf importée des États-Unis est mise en vente au Japon pour la première fois depuis des mois après une longue interdiction[9].
- 14 août : Une panne d'électricité se produit dans Tokyo, Chiba et Saitama pendant l'heure de pointe du matin, après qu'une grue montée sur une barge ait touché une ligne à haute tension[10].
- 16 août : Un bateau de pêche est visé après avoir traversé les eaux revendiquées par la Russie au large de la côte est d'Hokkaidō[11].
- 28 août : Meurtre de l'étudiante Ayumi Nakatani par Motoki Fujimura.

### Septembre
- 11 septembre : Lancement du satellite-espion IGS 3A[12].
- 22 septembre : Sortie de Run with the Wind, roman de l'écrivaine Shion Miura. Le roman aura diverses adaptations (manga, série animée, film).
- 22 au 24 septembre : Grand Prix moto du Japon.

### Octobre
- 8 octobre : Grand Prix automobile du Japon.

### Novembre
- 7 novembre : Une tornade de classe F3 a frappé Saroma, dans l'est d'Hokkaidō, faisant neuf morts et 23 personnes blessées[13],[14].

### Décembre
- 2 décembre : La console Wii de Nintendo sort dans le pays.

### Non daté
- Après 36 ans de travaux, le barrage de Haizuka est mis en service.

## Cinéma
- Catégorie:Film japonais sorti en 2006

## Sport
- Catégorie:Sport au Japon en 2006

## Décès
- 29 avril : Yōichi Numata, acteur.
- 1er mai : Kikuo Takano, mathématicien et poète.
- 6 mai : Shigeru Kayano, homme politique d'origine aïnou.
- 16 mai : Takahiro Tamura, acteur.
- 1er juin : Shokichi Iyanaga, mathématicien.
- 13 juin : Hiroyuki Iwaki, chef d'orchestre.
- 1er juillet : Ryūtarō Hashimoto, homme d'État et ancien Premier ministre.
- 7 juillet : Reizō Nomoto, seiyū.
- 13 septembre : Shokichi Natsui, judoka.
- 17 septembre : Kazuyuki Sogabe, seiyū.
- 24 septembre : Tetsurō Tanba, acteur.
- 17 décembre : Kyōko Kishida, actrice et écrivaine.
- 20 décembre : Yukio Aoshima, homme politique, romancier et acteur.
- 25 décembre : Hiroaki Hidaka, tueur en série.